# Estadio Via del Mare
El Estadio Via del Mare es un recinto de fútbol situado en la ciudad de Lecce, de la región de Apulia en Italia.
Sirve como sede habitual de los partidos que disputa la Unione Sportiva Lecce y en 2009-2010 fue sede al Gallipoli. Su dirección es vía del Mare (calle del Mar, calle por San Cataldo).
Es uno de los estadios más amplios de Italia, con 31 533 asientos.